# (8680) Rone
Pour les articles homonymes, voir Rone.
(8680) Rone est un astéroïde de la ceinture principale.

## Description
(8680) Rone est un astéroïde de la ceinture principale. Il fut découvert le 2 mars 1992 à La Silla par le programme UESAC. Il présente une orbite caractérisée par un demi-grand axe de 3,13 UA, une excentricité de 0,16 et une inclinaison de 5,9° par rapport à l'écliptique.

## Nom
Le nom fait référence à Rone (en), un village suédois située sur l'île de Gotland.

## Compléments